# Saint-Constant (Cantal)
Saint-Constant era una comuna francesa situada en el departamento de Cantal, de la región de Auvernia-Ródano-Alpes, que el 1 de enero de 2016 pasó a ser una comuna delegada de la comuna nueva de Saint-Constant-Fournoulès al fusionarse con la comuna de Fournoulès.

## Demografía
| Gráfica de evolución demográfica de Saint-Constant entre 1800 y 2013 |
|                                                                      |

Los datos demográficos contemplados en este gráfico de la comuna de Saint-Constant se han cogido de 1800 a 1999 de la página francesa EHESS/Cassini, y los demás datos de la página del INSEE.